# پل ایوانو
پل ایوانو (فرانسوی: Paul Ivano‎؛ ‏ ۱۳ مه ۱۹۰۰ – ۹ آوریل ۱۹۸۴) فیلم‌بردار و عکاس اهل صربی-فرانسوی-آمریکایی سینما بود.
از فیلم‌هایی که وی در آن‌ها نقش داشته‌است، می‌توان به زنی از دریا، چهار سوار سرنوشت، روح یخ‌زده و تعقیب تا الجزیره اشاره نمود.